# Elsbeth (Fernsehserie)
Elsbeth ist eine US-amerikanische Dramedy-Krimiserie. Sie handelt von der exzentrischen Anwältin Elsbeth Tascioni, die von Chicago nach New York geschickt wird. Dort unterstützt sie das NYPD bei Mordermittlungen, wobei sie sich zur Überraschung der Polizei und Verdächtigen gleichermaßen für die Lösung der Fälle als unentbehrliche Hilfe erweist.
Die Serie ist ein Ableger der Anwaltsserien Good Wife und The Good Fight, in denen Elsbeth eine Nebenfigur war. Als Vorlage für die Produktion diente aber vor allem Columbo, mit der sie eine unkonventionelle Protagonistin sowie ein Howcatchem-Format gemeinsam hat. Deshalb sind die Täter in den meisten Episoden bereits am Anfang bekannt und werden oft von berühmten Gastdarstellern verkörpert.
Elsbeth feierte im Februar 2024 auf CBS ihre Premiere und erhielt gemischte bis positive Kritiken. In Deutschland ist sie seit August desselben Jahres bei verschiedenen Fernsehsendern und Streamingdiensten zu sehen.

## Handlung

### Staffel 1
Elsbeth Tascioni, eine Anwältin aus Chicago, reist im Auftrag des Justizministeriums nach New York. Sie soll als unabhängige Beobachterin Bericht über die Arbeit des NYPD erstatten. Elsbeth wird zunächst aufgrund ihres äußerst freundlichen, mitunter naiv-kindischen Auftretens sowie ihres eigenwilligen Modegeschmacks von den Kollegen nicht wirklich ernst genommen. Einzig die junge Polizistin Kaya Blake versteht sich schnell gut mit ihr. Auch die anderen Ermittler erkennen schließlich, dass Elsbeth trotz oder gerade wegen ihrer ungewöhnlichen Persönlichkeit ein großes Talent bei der Aufklärung von Mordfällen hat. Das liegt zum einen an ihrem Auge für Details, zum anderen an ihrer durch den Anwaltsberuf begünstigten Kombinationsgabe und Menschenkenntnis.
Im Laufe der Staffel wird Elsbeths wahrer Auftrag in der Stadt deutlich. Sie ermittelt heimlich gegen Captain Wagner, dem Korruption vorgeworfen wird. Elsbeth gerät dadurch in einen persönlichen Konflikt, da sie allmählich ein gutes Verhältnis zu ihm aufbaut. Er kommt schließlich hinter die Nachforschungen und beweist mit ihrer Hilfe, dass ein Kollege in seinem Namen Bestechungsgeld annimmt. Wagner will Elsbeth wegen ihres Vertrauensbruchs zurück nach Chicago schicken, entscheidet sich aber in der letzten Folge dagegen.

## Produktion

### Entstehung
Elsbeth ist ein Ableger der von Michelle King und Robert King kreierten Anwaltsserien Good Wife sowie The Good Fight. Die Idee zum Spin-off hatte das Ehepaar im Jahr 2020. Sie sahen in dieser Zeit gerne Columbo. Die beiden zogen nach eigener Aussage die alte Fernsehkrimireihe neueren Produktionen vor, da sie nach der Arbeit keine Lust auf fortwährende, schwer zu folgenden Handlungen hatten. Columbo hingegen sei für das Publikum zugänglich und gut zum Entspannen geeignet. Deswegen beschlossen sie, eine ähnlich strukturierte Produktion zu erfinden. Als deren Protagonistin wählten sie Elsbeth Tascioni, die in Good Wife und The Good Fight gelegentlich als humorvolle Nebenfigur zu sehen war. Laut den Kings gleiche Elsbeth eher einer modernen Adaption von Columbo als einem klassischen Ableger. Deswegen gehöre sie auch nicht wirklich zum selben fiktiven Universum wie Good Wife und The Good Fight, wenngleich die Vita der Protagonistin durchaus mit den anderen Produktionen konsistent bleibe.
Bis auf wenige Ausnahmen sind die meisten Episoden von Elsbeth nicht wie in Krimiserien üblich als Whodunit angelegt. Es handelt sich bei den Handlungen, erneut auf der Vorlage Columbo basierend, um invertierte Detektivgeschichten, auch Howcatchems genannt. Statt der Identität der Mörder, die dem Publikum von Anfang an bekannt ist, stehen also die Interaktionen zwischen Tätern und Ermittlern im Vordergrund.

### Eigentliche Produktion
Der Sender CBS, auf dem zuvor bereits Good Wife zu sehen war, bestellte im Januar 2023 einen Pilotfilm von Elsbeth und genehmigte im Mai die Produktion einer ersten Staffel. Carrie Preston übernahm die Titelrolle, die sie bereits in den Vorgängerserien spielte. Als weitere Hauptdarsteller wurden Carra Patterson und Wendell Pierce engagiert. Wie in US-amerikanischen Krimiproduktionen üblich sind zudem etliche bekannte Gastdarsteller als Täter beziehungsweise Opfer zu sehen. Dazu gehörten in der ersten Staffel Jesse Tyler Ferguson, Jane Krakowski, Linda Lavin, Retta und Blair Underwood.
Im April 2024 verlängerte CBS Elsbeth um eine weitere Staffel. Im Gegensatz zur ersten, die aufgrund des Drehbuchautorenstreiks 2023 nur zehn Folgen umfasste, wird die zweite Staffel aus 20 Episoden bestehen. Zu deren Gastrollen zählen Nathan Lane, Eric McCormack, Laurie Metcalf und Matthew Broderick. Daneben hat Prestons Ehemann Michael Emerson in der Staffel eine wiederkehrende Nebenrolle.
CBS bestellte im Februar 2025 eine dritte Staffel der Serie.

## Besetzung und Synchronisation
Die Synchronisation der Serie wird bei der Arena Synchron nach Dialogbüchern von Gabi Voussem, Felicitas Halm (Staffel 1), Marina Rehm, Martin E. Schleker, Julia Kaufmann und Oliver Feld (seit Staffel 2) sowie unter der Dialogregie von Feld erstellt.

### Hauptdarsteller
| Rolle                                 | Darsteller      | Hauptrolle | Synchronsprecher   |
| ------------------------------------- | --------------- | ---------- | ------------------ |
| Elsbeth Tascioni                      | Carrie Preston  | 1.01–      | Christin Marquitan |
| Officer Kaya Blanke                   | Carra Patterson | 1.01–2.20  | Elisa Bannat       |
| Captain Charles Wallace „C.W.“ Wagner | Wendell Pierce  | 1.01–      | Matti Klemm        |

### Nebendarsteller
| Rolle                   | Darsteller          | Nebenrolle       | Synchronsprecher         |
| ----------------------- | ------------------- | ---------------- | ------------------------ |
| Detective Bobby Smullen | Danny Mastrogiorgio | 1.01–            | Matthias Klie            |
| Detective Donnelly      | Molly Price         | 1.03–            | Sabine Falkenberg        |
| Claudia Payne           | Gloria Reuben       | 1.04–            | Claudia Urbschat-Mingues |
| Detective Edwards       | Micaela Diamond     | 1.06–            | Alice Bauer              |
| Agent Fred Celentano    | Danny McCarthy      | 1.01–1.10        | Thomas Wenke             |
| Martin Wali             | Ajay Naidu          | 1.02, 1.06, 1.08 | Oliver Feld              |
| Lieutenant Dave Noonan  | Fredric Lehne       | 1.03–1.09        | Sven Brieger             |
| Detective Buzz Fleming  | Daniel Oreskes      | 2.01–            | Jürgen Mai               |
| Lieutenant Steve Connor | Daniel K. Isaac     | 2.01–            | Vincent Fallow           |
| Carter Schmidt          | Christian Borle     | 2.01–            | Oliver Feld              |
| Teddy Tascioni          | Ben Levi Ross       | 2.06–            | Rajko Geith              |
| Richter Milton Crawford | Michael Emerson     | 2.07–2.18        | Axel Malzacher           |
| Cameron Clayden         | Sullivan Jones      | 2.08–            | Julian Tennstedt         |
| Captain Kershaw         | Jenn Colella        | 2.09–            | Sabine Mazay             |
| Roy                     | Hayward Leach       | 2.12–            | Christian Zeiger         |
| Detective Rivers        | Braeden De La Garza | 2.13–            |                          |

## Episodenliste

### Staffel 1
| Nr. (ges.) | Nr. (St.) | Deutscher Titel           | Originaltitel                | Erstausstrahlung USA | Deutschsprachige Erstausstrahlung (D) | Regie                 | Drehbuch                              |
| --- | --------- | ------------------------- | ---------------------------- | -------------------- | ------------------------------------- | --------------------- | ------------------------------------- |
| 1 | 1         | New York, New York        | Pilot                        | 29. Feb. 2024        | 6. Aug. 2024                          | Robert King           | Robert King & Michelle King           |
| In New York droht die Schauspielstudentin Olivia ihrem Dozenten Alex Modarian, ihre vergangene Affäre öffentlich zu machen. Deswegen erstickt er sie nachts bei ihr zuhause mit einer Plastiktüte. Am nächsten Tag trifft die aus Chicago stammende Anwältin Elsbeth Tascioni in der Stadt ein. Sie wird im Auftrag des Justizministeriums aufgrund einiger kontroverser Verhaftungen die Arbeit des NYPD begutachten. Am Tatort lernt sie mehrere Detectives sowie deren Vorgesetzten Captain Wagner kennen. Bis auf die junge Ermittlerin Kaya Blake sind die anderen nicht von der neuen Kollegin begeistert. Elsbeth findet in der Wohnung ein Deo, das Olivias Partner Todd gehört. Elsbeth hält ihn aber nicht für den Täter, nachdem sie Textnachrichten der Toten analysiert, deren Schreibstil zu einem älteren Mann passt. Sie findet heraus, dass Alex regelmäßig Beziehungen mit seinen Studentinnen hat. Elsbeth bringt ihn dazu, Todd ein Beweismittel unterzuschieben, wobei er erwischt und verhaftet wird. Am Ende der Folge erhält Elsbeth einen Anruf von Agent Fred Celentano, der ihren wahren Auftrag enthüllt: Sie soll Wagners angebliche Korruption beweisen.                |           |                           |                              |                      |                                       |                       |                                       |
| 2 | 2         | Eine Klasse für sich      | A Classic New York Character | 4. Apr. 2024         | 6. Aug. 2024                          | Robert King           | Bryan Goluboff                        |
| Während Elsbeths weitere Nachforschungen eine Verbindung zwischen Captain Wagner und dem Unternehmen FlairAll ergeben, hält der Vorstand einer WBG ein Treffen ab. Die Immobilienmaklerin Joann Lenox unterbreitet ihnen ein Kaufangebot von Oprah Winfrey, das die WBG-Vorsitzende Gloria Belcher zum Ärger der anderen Mitglieder ablehnt. Joann bearbeitet wenig später mit einem Schraubenschlüssel Glorias Balkon, die kurz darauf in den Tod stürzt. Elsbeth lernt am Tatort Joann kennen, die zuvor das Tatwerkzeug im Garten von Glorias Sohn Lewis platzierte. Gegen Ende der Ermittlungen vereinbart Elsbeth unter dem Vorwand, sich eine Wohnung ansehen zu wollen, ein Treffen mit Joann. Im Büro der WBG verkündet sie ihre Erkenntnisse. Alle Vorstandsmitglieder halfen bei der Tatausübung, da Gloria ihnen äußerst verhasst war. Joann offenbart, sich das Geschäft nur ausgedacht zu haben. In Wahrheit wollte sie an Gloria kommen, um ihren Vater zu rächen. Er war Glorias Ehemann und wurde von ihr ermordet sowie seine Leiche in der Gebäudewand einbetoniert, als sie von seinem Verhältnis mit der Haushälterin, also Joanns Mutter, erfuhr.                                |           |                           |                              |                      |                                       |                       |                                       |
| 3 | 3         | Überall Glitzer           | Reality Shock                | 4. Apr. 2024         | 13. Aug. 2024                         | Ron Underwood         | Jonathan Tolins                       |
| Elsbeth spricht ihren Kollegen Lieutenant Noonan auf FlairAll an, der sich jedoch weigert, darüber zu reden. Unterdessen wird der Produzent Skip Mason am Set der Realityserie Lavish Ladies von einer der Darstellerinnen konfrontiert. Wendy Wexler verlangt, in Zukunft über das Programm zu bestimmen, da sie sonst einen Vorfall um ihre ehemalige Kollegin Katricia an die Öffentlichkeit bringt. Skip folgt Wendy nach Hause und wirft im Affekt einen Mixer in die Wanne, in der sie gerade badet. Obwohl Elsbeth Skip sofort verdächtigt, präsentiert er ein wasserdichtes Alibi: Eine von ihm auf Wendys Mailbox gesprochene Nachricht, in deren Hintergrund eine Darstellerin am Set zu hören ist. Mit Kayas tatkräftiger Hilfe, die ein großer Fan von Lavish Ladies ist, findet Elsbeth die Wahrheit heraus. Katricia wurde von Skip unter Drogen gesetzt, um vor der Kamera emotionaler zu agieren, und aufgrund des dadurch verursachten Zusammenbruchs entlassen. Zudem verwendete Skip für die Mailboxnachricht Tonaufnahmen aus einer alten Folge. Auf Wendys Beerdigung gibt er gegenüber Katricia die Tat zu, was von ihr heimlich aufgenommen wird und zu Skips Festnahme führt. |           |                           |                              |                      |                                       |                       |                                       |
| 4 | 4         | Eine umwerfende Liebe     | Love Knocked Off             | 11. Apr. 2024        | 13. Aug. 2024                         | Rosemary Rodriguez    | Erica Shelton Kodish                  |
| In Wagners Auftrag soll Kaya den verschwundenen Gabriel Erwood suchen, dessen wohlhabende Ehefrau Lainey Belfort regelmäßig Geld an die Stiftung spendet, die Wagner und seine Ehefrau Claudia leiten. Gabriel ist in Wahrheit der Trickbetrüger Dennis Pagano. Die berühmte Heiratsvermittlerin Margo Clarke engagierte ihn, weil sie für die äußerst wählerische Lainey keinen Partner fand. Dennis sollte sie heiraten, sich nach einem Jahr scheiden lassen und das Geld aus der Scheidungseinigung mit Margo teilen. Er verliebte sich jedoch in Lainey und wollte ihr die Wahrheit sagen, weswegen Margo ihn mit einer Cupido-Statue erschlug und im Meer versank. Nach einigen Tagen wird seine Leiche am Strand angespült, wodurch Elsbeth und Kaya hinter den Identitätswechsel kommen und Margo überführen können. Später erhält Elsbeth eine Einladung für Claudias Spendengala. Dort erkennt Wagner erstmals Elsbeths Ermittlungen gegen ihn, nachdem sie seiner Ehefrau zahlreiche Fragen über ihre Wohltätigkeitsarbeit stellt. Elsbeth selbst bekommt eine Unterhaltung zwischen Wagner und dem FlairAll-CEO Declan Armstrong mit, was sie zunächst für sich behält.                   |           |                           |                              |                      |                                       |                       |                                       |
| 5 | 5         | Das Ballmädchen           | Ball Girl                    | 18. Apr. 2024        | 20. Aug. 2024                         | Rob Hardy             | Eric Randall                          |
| Um mehr über Elsbeths Recherchen zu erfahren, setzt Wagner Kaya auf sie an. Daneben verhilft er Elsbeths Sohn Ted zu einer Stelle bei einer NGO, für die dieser schon lange arbeiten wollte. Während sie aufgrund dessen an ihrer Fähigkeit zur Unbefangenheit zweifelt, bricht der Tennisspieler Yoyo Arnaldo bei einem Match gegen Hunter McGrath zusammen und stirbt. Hunters Trainer und Vater Cliff hatte Yoyos Handtuch mit Nitroglycerin versetzt, beabsichtigte damit aber nur seine Schwächung. Das Ballmädchen Ashlee, das Zeugin von Cliffs Tat wurde, bietet ihm an, andere Spiele mit derselben Methode zu manipulieren und so gemeinsam hohe Wetteinnahmen zu machen. Obwohl Cliff ablehnt, hilft Ashlee ihm, indem sie Yoyos Freundin Irina für die Tat verantwortlich macht. Die Ermittler finden heraus, dass Irina Yoyo Potenzmittel gab, die in Kombination mit dem Nitroglycerin tödlich wirkten. Durch Hunters Unterstützung, der seinen Vater bereits verdächtigte, spielt Elsbeth Cliff und Ashlee beim nächsten Match gegeneinander aus, worauf ersterer die Tat gesteht, die beiden verhaftet werden und Hunter sein Karriereende bekanntgibt.                               |           |                           |                              |                      |                                       |                       |                                       |
| 6 | 6         | Ohr um Ohr                | An Ear for an Ear            | 25. Apr. 2024        | 20. Aug. 2024                         | Nancy Hower           | Zoe Marshall                          |
| Dr. Vanessa Holmes, eine der besten plastischen Chirurginnen der Stadt, begibt sich unter falschem Namen in die Schönheitsklinik ihrer ehemaligen Mitarbeiterin Dr. Astrid Olsen. Vanessa sinnt auf Rache, da ihre Ehefrau Carolyn einen von ihr durchgeführten Eingriff bei Astrid korrigieren ließ. Im Behandlungszimmer ermordet Vanessa Astrid mit zahlreichen Injektionen, geht anschließend zum Museum of the City of New York und unterhält sich kurz mit einem Wärter, um einen Museumsbesuch vorzutäuschen. Allerdings scheitert ihr Plan, als ein Klimademonstrant Farbe auf die Besucher wirft und sie zur Aufrechterhaltung des Alibis den falschen Farbton auf ihrer Kleidung verteilt. Unterdessen vertraut sich Elsbeth in Bezug auf Wagner Kaya an. Celentano stellt ihr zudem den FlairAll-Mitarbeiter Martin Wali vor, den sie bereits im Visier hatte. In Wirklichkeit ermittelt er verdeckt und erklärt Elsbeth, dass Wagner angeblich FlairAlls Arbeitsrechtsverstöße im Austausch gegen Bestechungsgelder deckt. Als sie Wagner die Vorwürfe mitteilt, bestreitet er das. Am Ende der Folge nimmt Noonan in Wagners Namen Geld von FlairAll an.                                 |           |                           |                              |                      |                                       |                       |                                       |
| 7 | 7         | Choreografie eines Mordes | Something Blue               | 2. Mai 2024          | 27. Aug. 2024                         | Yap Fong-Yee          | Erica Larson                          |
| Der Geschäftsmann Ashton Hayes plant die bevorstehende Hochzeit seiner Tochter Nora. Nach einem Probetanz mit dem Hochzeitschoreograf Rob eröffnet Ashton seinem zukünftigem Schwiegersohn Derek, wie er sein Vermögen mit Geldwäsche und anderen illegalen Aktivitäten erweitert. Zudem schenkt er ihm eine Armbanduhr, die ein Erbstück der Familie ist. Einige Zeit später erzählt Derek einer Stripperin, die von Ashton bezahlt wurde, um Dereks Diskretion zu überprüfen, von den Geschäften seines Schwiegervaters. Deswegen macht Ashton Derek nach der Hochzeit betrunken, nimmt ihm die Uhr ab und setzt ihn in ein Golfmobil, das er ungebremst in einen nahegelegenen Teich fahren lässt. Als die Ermittlungen zu Ashton führen, will er die Uhr in Robs Tanzstudio platzieren, der aufgrund seiner Affäre mit Nora ein Motiv hat. Im Studio erscheint Elsbeth und überredet Ashton zu einem Tanz. Dabei fällt die Uhr aus Ashtons Hosentasche, wodurch seine Schuld feststeht. Abends veranstaltet Elsbeth in ihrer neuen Wohnung eine Einweihungsparty. Dort macht Wagner Noonan für die Korruption verantwortlich, was Elsbeth verunsichert.                                           |           |                           |                              |                      |                                       |                       |                                       |
| 8 | 8         | Mordsinvestition          | Artificial Genius            | 9. Mai 2024          | 27. Aug. 2024                         | Tyne Rafaeli          | Leah Nanako Winkler                   |
| Nachdem die Tech-Unternehmerin Quinn Powers Opfer eines Überfalls wurde, gründete sie die App Cerberus, mit der sich auf offener Straße tätige Verbrecher melden lassen. Der Investigativjournalist Josh Johnson will einen Enthüllungsbericht über sie veröffentlichen, weswegen Quinn mit einem vorher gedrehten Video ihre Anwesenheit während eines Zoom-Meetings vorgibt. In Joshs Wohnung tötet sie ihn mit einem Viehtreiber, löscht seinen Artikel und setzt seine Hündin Gonzo aus, um den Anschein eines Serienhundeentführers zu erwecken. Kayas Vermutung, wonach Cerberus fehlerhaft ist, bestätigt sich, als sie und Elsbeth Quinns Schulfreundin Ellen Davis befragen. Sie entwarf das Projekt, das sie aufgrund Algorithmusmängeln beendete. Quinn übernahm die App und betreibt sie mit KI-generierten Falschinformationen. Eine Hundesitterin findet Gonzo, die Elsbeth adoptiert und bei der Suche nach dem entscheidenden Indiz einsetzt. In der Zwischenzeit erfährt Wagner bei einem Treffen mit Walli das Ausmaß der Korruption: Die von FlairAll für die Stiftung des Ehepaars Wagner hergestellte Kleidung stammt aus Sweatshops.                                            |           |                           |                              |                      |                                       |                       |                                       |
| 9 | 9         | Süße Gerechtigkeit        | Sweet Justice                | 16. Mai 2024         | 3. Sep. 2024                          | Kevin Rodney Sullivan | Bryan Golubuff & Erica Shelton Kodish |
| In ihrer Stammbar erzählt Ivy Benson dem unter der Kundschaft für seine Hilfsbereitschaft sehr beliebten Barkeeper Joe Dillion von ihrem schlecht verlaufenen Vorstellungsgespräch. Sie war wegen einer zuvor erhaltenen Online-Freundschaftsanfrage ihrer ehemaligen Kommilitonin und Mobberin Gemma Nelson abgelenkt. Joe, der in Ivy verliebt ist, dringt deswegen in Gemmas Haus ein und erwürgt sie in ihrem Bett. Bei der Frau handelte es sich jedoch um eine Haushüterin. Da die Beweise nicht vollständig ausreichen, inszeniert Elsbeth die Verhaftung von Joes Angestellten Dion. Die in den Plan eingeweihte Ivy küsst ihn zum Schein, was Joe zu einem Geständnis bewegt. In der darauffolgenden Nacht arrangiert Wagner ein Treffen zwischen Noonan und Armstrong. Am Vortag schenkte er Noonan einen verwanzten Ring, der das Gespräch nun aufzeichnet. Elsbeth und Wagner beobachten sie heimlich, als Noonan Armstrong mit einer Pistole bedroht. Wagner entwaffnet ihn rechtzeitig und lässt beide von Kollegen verhaften. Obwohl nun alle Vorwürfe entkräftet sind, will Wagner Elsbeth aufgrund ihrer heimlichen Ermittlungen gegen ihn nach Chicago zurückschicken.              |           |                           |                              |                      |                                       |                       |                                       |
| 10 | 10        | Ein passendes Finale      | A Fitting Finale             | 23. Mai 2024         | 3. Sep. 2024                          | Rosemary Rodriguez    | Jonathan Tolins                       |
| Elsbeth hat aufgrund Wagners Entscheidung Konzentrationsschwierigkeiten beim Lösen ihres mutmaßlich letzten Falls. Auf einer Modenschau wurde der Fotograf Ezra Tate erschossen. Elsbeth freundet sich während der Ermittlungen mit dem Supermodel und Ezras ehemaliger Kommilitonin Nadine Clay an. Durch sie macht Elsbeth die Bekanntschaft des Designers Matteo Hart, der von ihrem Stil angetan ist, in ihr seine neue Muse sieht und eine eigene Schau für sie veranstaltet. Elsbeth kann dadurch entspannen und kommt schließlich auf den Täter. Nadine und Ezra waren früher Matteos Studenten und erstellten als Hausarbeit eine Fotoserie mit dem Motto Pangaea. Die Fotos, auf denen sich Nadine mittels Blackface, Redface sowie Yellowface als Angehörige verschiedener Ethnien darstellte, hätten ihre Karriere beendet. Ezra erpresste Nadine aufgrund seiner Geldprobleme damit, weswegen Matteo mit seiner Tat die Veröffentlichung der Fotos verhindern wollte. Nachdem Elsbeth Nadine die Abbildungen überlässt, ändert Wagner seine Meinung. Er befördert Kaya zum Detective und lässt Celentano Elsbeth als Korruptionsermittlerin in New York einsetzen.                        |           |                           |                              |                      |                                       |                       |                                       |

### Staffel 2
| Nr. (ges.) | Nr. (St.) | Deutscher Titel                            | Originaltitel                                | Erstausstrahlung USA | Deutschsprachige Erstausstrahlung (D) | Regie               | Drehbuch                             |
| ---------- | --------- | ------------------------------------------ | -------------------------------------------- | -------------------- | ------------------------------------- | ------------------- | ------------------------------------ |
| 11         | 1         | Der letzte Vorhang                         | Subscription to Murder                       | 17. Okt. 2024        | 14. Juni 2025                         | Nancy Hower         | Jonathan Tolins                      |
| 12         | 2         | Spiel mit dem Feuer                        | The Wrong Stuff                              | 24. Okt. 2024        | 14. Juni 2025                         | Aisha Tyler         | Erica Shelton Kodish                 |
| 13         | 3         | Teufelszeug                                | Devil’s Night                                | 31. Okt. 2024        | 21. Juni 2025                         | Robin Givens        | Bryan Goluboff                       |
| 14         | 4         | Hätte, hätte, Perlenkette                  | Diamonds Are for Elsbeth                     | 7. Nov. 2024         | 21. Juni 2025                         | Mary Lou Belli      | Zoe Marshall                         |
| 15         | 5         | Elsbeth und die Ente                       | Elsbeth Flips the Bird                       | 14. Nov. 2024        | 28. Juni 2025                         | Ron Underwood       | Sarah Beckett                        |
| 16         | 6         | Gold, Weihrauch und Mord                   | Gold, Frankincense, and Murder               | 5. Dez. 2024         | 28. Juni 2025                         | Rachel Raimist      | Erica Larson                         |
| 17         | 7         | Eine mordswütende Frau                     | One Angry Woman                              | 12. Dez. 2024        | 5. Juli 2025                          | Lionel Coleman      | Eric Randall                         |
| 18         | 8         | Mühe und Plage                             | Toil and Trouble                             | 19. Dez. 2024        | 5. Juli 2025                          | Darren Grant        | Matthew K. Begbie                    |
| 19         | 9         | Ganzheitliches Ableben                     | Unalive and Well                             | 30. Jan. 2025        | 12. Juli 2025                         | Nancy Hower         | Leah Nanako Winkler                  |
| 20         | 10        | Parfum und Pralinen                        | Finance Bros                                 | 6. Feb. 2025         | 12. Juli 2025                         | Nick Gomez          | Anju Andre-Bergmann & Eric Randall   |
| 21         | 11        | Kapitalverbrecher                          | Tiny Town                                    | 13. Feb. 2025        | 19. Juli 2025                         | Robert King         | Zoe Marshall                         |
| 22         | 12        | Ausgefochten                               | Foiled Again                                 | 20. Feb. 2025        | 19. Juli 2025                         | Sam Hoffman         | Jonathan Tolins                      |
| 23         | 13        | Zum Weinen                                 | Tearjerker                                   | 27. Feb. 2025        | 26. Juli 2025                         | Peter Sollett       | Leah Nanako Winkler                  |
| 24         | 14        | Szenen aus einem italienischen Restaurant  | Scenes From an Italian Restaurant            | 6. März 2025         | 26. Juli 2025                         | Robin Givens        | Bryan Goluboff                       |
| 25         | 15        | Ich sehe... Mord                           | I See... Murder                              | 13. März 2025        | 2. Aug. 2025                          | Rob Hardy           | Sarah Beckett & Wade Dooley          |
| 26         | 16        | Der Whirlpool ist ’ne Mordmaschine         | Hot Tub Crime Machine                        | 3. Apr. 2025         | 2. Aug. 2025                          | James Whitmore, Jr. | Erica Larson & Jonelle Lightbourne   |
| 27         | 17        | Das Vierkörperproblem                      | Four Body Problem                            | 10. Apr. 2025        | 9. Aug. 2025                          | Bille Woodruff      | Erica Shelton Kodish & Sarah Beckett |
| 28         | 18        | Ich weiß, was du vor 33 Sommern getan hast | I Know What You Did Thirty-Three Summers Ago | 24. Apr. 2025        | 9. Aug. 2025                          | Joe Menendez        | Matthew K. Begbie & Eric Randall     |
| 29         | 19        | Kleine Liste                               | I’ve Got a Little List                       | 1. Mai 2025          | 16. Aug. 2025                         | Lily Mariye         | Erica Shelton Kodish                 |
| 30         | 20        | Wiedersehen macht Feinde                   | Ramen Holiday                                | 8. Mai 2025          | 16. Aug. 2025                         | Lionel Coleman      | Jonathan Tolins                      |

## Veröffentlichung
Der Pilotfilm von Elsbeth feierte seine Premiere am 29. Februar 2024 auf CBS. Die zweite und dritte Episode wurden am 4. April ausgestrahlt, die restlichen bis zum 23. Mai jeweils einzeln. Der Grund der fünfwöchigen Pause waren zwei Programmänderungen des Senders. Zunächst wurde am 7. März die State of the Union Address übertragen, ab dem 21. März die NCAA Division I Basketball Championship.
Startdatum der zweiten Staffel war der 17. Oktober 2024. Nach dem 20. Dezember nahm CBS sie bis zum 30. Januar aus dem Programm. Dies ist im US-amerikanischen Fernsehen üblich, unter anderem da die Einschaltquoten zwischen den Jahren oft sinken, weswegen viele Sender Erstausstrahlungen auf einen späteren Zeitpunkt verschieben. Ab dem 20. März 2025 pausierte die Serie erneut aufgrund der NCAA Division I Basketball Championship. Die restlichen Episoden liefen vom 3. April bis zum 8. Mai auf CBS.
Elsbeth war in Deutschland erstmals am 6. August 2024 auf Sky One zu sehen. Im Free-TV erfolgte ihre Erstausstrahlung ab dem 12. November auf Sat.1. Beide Sender sendeten die erste Staffel in Doppelfolgen. Die zweite, ab dem 14. Juni 2025 auf Sky laufende Staffel folgte demselben Ausstrahlungsrhythmus. Zudem ist die Serie in den USA und Deutschland bei mehreren Streaminganbietern verfügbar.

## Rezeption

### Positiv
Daniel Fienberg schrieb in der The Hollywood Reporter, dass Elsbeth mit ihrer unüblichen großen Leichtigkeit auffalle. Das liege vor allem an Preston, der eine kalkulierte Überschwänglichkeit und trügerische Vielseitigkeit gelinge. Der IndieWire-Redakteur Ben Travers nannte Elsbeth einen grundsoliden Krimi. Die Gastdarsteller spielten aufreizend, während sich Pierces enormes Talent in seiner Rolle zeige und die sympathische Preston stets die richtige Balance zwischen grell und lästig finde. Gunther Reinhardt verglich Elsbeth in seiner Kritik für den Rolling Stone positiv mit Better Call Saul. Wie diese sei sie aufgrund ihrer Originalität und ihres Humors weit mehr als nur ein Ableger zweier erfolgreicher Serien. Aramide Tinubu beschrieb sie in der Variety als frischen Wind und Kleinod. Die Details entzückten, etwa das Kostümdesign der Titelfigur sowie ihre Gedankengänge veranschaulichenden Kamerazooms. Daneben setze sich Elsbeth unter anderem durch ihre Wendungen sowie dem Ausprobieren verschiedener Krimiformate von anderen Genrevertretern ab.

### Gemischt
Patrick Heidmann bedauerte in seiner Kritik für die Berliner Zeitung, dass in Elsbeth einige aus den Vorgängern bekannte Elemente fehlten, etwa die dramatische Spannung oder Behandlung komplexer gesellschaftlicher Themen. Andererseits biete sie gleichzeitig eine leichte, unterhaltsame Kost, ohne trashig oder banal zu sein. Laut dem CNN-Redakteur Brian Lowry bediene sich die Produktion neben dem Vermächtnis von The Good Fight gleichzeitig einer Art fröhlicher Wohlfühl-Formel. Letztlich löse dieser Ansatz keine Begeisterungsströme aus, jedoch sei Elsbeth dank Preston und den zeitweise cleveren Drehbüchern eine „anständige Ablenkung“. Ähnlich äußerte sich Adam Arndt von Serienjunkies.de. Die nicht atemberaubende Pilotfolge mache dennoch Lust zum Weitersehen. Davon abgesehen sei eine gute, in sich abgeschlossene Krimiserie eine schöne Abwechslung zu den aktuell vielen Serien mit fortlaufender Handlung. Karsten Umlauf verwendete für SWR Kultur die Bezeichnung schrullig sympathische Krimiunterhaltung. Es handle sich bei Elsbeth um eine etwas aus der Zeit gefallene, jedoch intelligent gemachte Produktion, die häppchenweise gute Laune bereite.

### Negativ
Für Nina Metz der Chicago Tribune lasse Elsbeth zu wünschen übrig. Die ehemals originelle Titelfigur habe wie in Howcatchems notwendig keine besondere Kombinationsgabe oder gerissenen Verhörmethoden, sondern werde stattdessen auf ihre Marotten und ihren hemmungslosen Enthusiasmus reduziert. Trotz der talentierten Darsteller sowie einiger gelungener popkultureller Parodien besitze die Serie weder den Humor noch die Intelligenz der Vorgänger. Lucy Mangan von The Guardian bezeichnete den Ableger als mühsam. Jede Episode folge einem zu einfachen, aus Genrekonventionen zusammengesetztem Schema. Auch verfüge Elsbeth nicht über den nötigen Charme für eine spielerische Hommage an alte, unkomplizierte Krimis.

## Auszeichnungen und Nominierungen (Auswahl)
AAFCA TV Honors
- AAFCA TV Honors 2024

- Auszeichnung in der Kategorie Bester Darsteller in einer Fernsehserie, für Wendell Pierce

Artios Award
- Artios Award 2025

- Nominierung in der Kategorie Bestes Casting der Pilotfolge und ersten Staffel einer Drama-Fernsehserie, für John E. Andrews, Findley Davidson und Mark Saks

Critics Choice Awards Celebration of Cinema & Television
- Critics Choice Awards Celebration of Cinema & Television 2024

- Auszeichnung in der Kategorie Bester afroamerikanischer Fernsehdarsteller, für Wendell Pierce

Festival de Télévision de Monte-Carlo
- Festival de Télévision de Monte-Carlo 2024

- Nominierung für die Goldene Nymphe

Writers Guild of America Award
- Writers Guild of America Award 2025

- Nominierung in der Kategorie Bestes Drehbuch einer Drama-Fernsehserie, für Robert King und Michelle King (Episode Pilot)